# François Genéty
François Genéty, né le 8 mars 1838 à Beauregard et mort le 19 novembre 1909  à Trévoux, est un architecte français.

## Biographie
François Genéty étudie à l'École des beaux-arts de Lyon.

## Réalisations
François Genéty réalise les travaux d'architecture suivants :
- château Treyve à Jassans ;
- mobiliers des églises de Beauregard et de Jassans ;
- travaux de décoration du château de Beauregard ;
- restauration de l'église de Fareins ;
- mairie et école de Fareins ;
- chapelle à Lantignié ;
- église de Bâgé-la-Ville ;
- hôpital de Montmerle ;
- presbytère d'Ambérieux ;
- maison Cellard, place Sainte-Blandine, à Lyon ;
- restauration de l'église et du clocher de Rancé ;
- chapelle de Notre-Dame du Carmel à Trévoux ;
- communauté des religieuses de Jésus-Hostie avec chapelle, à Fourvière, Lyon.

## Distinction
François Genéty est admis en 1878 à la société académique d'architecture de Lyon.